# Waldo (Kansas)
Waldo es una ciudad ubicada en el condado de Clay el estado estadounidense de Kansas. En el año 2010 tenía una población de 30 habitantes y una densidad poblacional de 30 personas por km².

## Geografía
Waldo se encuentra ubicada en las coordenadas 39°7′13″N 98°47′52″O / 39.12028, -98.79778 (39.120162, -98.797863).

## Demografía
Según la Oficina del Censo en 2000 los ingresos medios por hogar en la localidad eran de $26,250 y los ingresos medios por familia eran $27,500. Los hombres tenían unos ingresos medios de $16,250 frente a los $0 para las mujeres. La renta per cápita para la localidad era de $12,766. Alrededor del 11.4% de la población estaban por debajo del umbral de pobreza.